# Малые Пузырьки
Малые Пузырьки (укр. Малі Пузирки) — село в Красиловском районе Хмельницкой области Украины.
Население по переписи 2001 года составляло 538 человек. Почтовый индекс — 31013. Телефонный код — 3855. Занимает площадь 2,472 км². Код КОАТУУ — 6822786602.

## Местный совет
31013, Хмельницкая обл., Красиловский р-н, с. Фёдоровка, ул. Центральная